# 뉴질랜드 자치령
뉴질랜드 자치령(영어: Dominion of New Zealand, 마오리어: Te Tominiana o Aotearoa)은 뉴질랜드 식민지의 역사적인 계승국이었다. 뉴질랜드 자치령은 대영제국 내에서 높은 수준의 자치권을 가진 입헌군주국이었다.
뉴질랜드는 1841년 별도의 영국 왕령식민지가 되었고 1852년 헌법과 함께 책임정부가 생겼다. 뉴질랜드는 호주연방에 참여하지 않기로 결정했고 1907년 9월 26일, 자치령의 날, 국왕 에드워드 7세의 선포로 뉴질랜드는 자치령이 되었다. 자치령 지위는 책임 정부를 통해 반세기에 걸쳐 발전해 온 정치적 독립의 표시였다.
1907년 뉴질랜드에는 100만 명 미만의 사람들이 살았고 오클랜드와 웰링턴과 같은 도시들은 빠르게 성장하고 있었다. 뉴질랜드 자치령은 영국 정부가 외교 정책을 수립하는 것을 허락했고, 제1차 세계 대전에서 영국을 따랐다. 1923년과 1926년 대영제국회의는 뉴질랜드는 자국의 정치적 조약을 협상할 수 있도록 허용되어야 한다고 결정했고, 최초의 상업 조약은 1928년 일본과 비준 되었다. 1939년, 제2차 세계대전이 발발했을 때 뉴질랜드 정부는 스스로 그 전쟁에 참여하기로 결정했다.
전후에는 자치령이라는 용어가 더 이상 쓰이지 않게 되었다. 1931년 웨스트민스터 헌장과 함께 완전한 독립이 승인되었고 1947년 뉴질랜드 의회에 의해 채택되었다. 그러나 1907년 왕실의 통치권 선포는 폐지된 적이 없으며 오늘날에도 시행되고 있다.

## 자치령 상태

### 토론
대영제국 자치 식민지의 총리들 사이에서는 비자치 식민지와 차별화하기 위해 새로운 임기가 필요하다는 정서가 작용했다. 1907년 대영제국회의에서는 '자치령'(캐나다 등)이나 '영연방'(오스트레일리아 등)이 아닌 자치 식민지를 '제국의 국가' 라는 명칭으로 지정해야 한다는 주장이 나왔다. 어학사전 편찬에 대한 많은 논쟁 후에, '자치령' 이라는 용어가 결정되었다.
1907년 회의가 끝난 뒤 뉴질랜드 하원은 뉴질랜드 대의원 국왕에게 뉴질랜드 식민지(Colony of New Zealand)에서 뉴질랜드 자치령(Dominion of New Zealand)으로 명칭을 변경하도록 "필요하다고 생각할 수 있는 조치를 취할 것"을 정중히 요청하는 법안을 통과시켰다.
자치령의 채택은 "뉴질랜드의 위상을 높일 것"이며, "… 나라를 위해 선행을 하는 것 외에 다른 효과는 없다"고 총리 조셉 워드 경은 말했다. 조셉 워드는 또한 지역적인 제국주의적 야망을 가지고 있었다. 그는 이 새로운 지명이 뉴질랜드는 호주의 일부가 아니라는 것을 세계에 상기시켜 주길 바랐다. 그것은 그가 생각하는 "남태평양 정부의 천연 중심지"인 뉴질랜드를 위엄 있게 할 것이었다.
열렬한 제국주의자인 야당 지도자 빌 매시(Bill Massey)에 의해 지도자 지위는 강하게 반대되었는데, 그는 그 변화가 총독급과 장관급 인상의 요구로 이어질 것이라고 의심했다.

### 왕실의 선포
1907년 9월 9일 뉴질랜드에 '자치령' 이라는 명칭을 부여한 왕실 선언문이 발표되었다. 9월 26일, 총리 조셉 워드 경은 의회로부터 선언문을 낭독했다.
Edward R. & I 우리는 뉴질랜드의 입법위원회 구성원과 하원의원의 청원에 의해 뉴질랜드 식민지는 뉴질랜드 자치령의 명칭으로 대체한다고 결정되었습니다. 따라서 우리는 추밀원의 조언으로 이 왕실 선언문을 공표하기에 적합하다고 생각해 1907년 9월 26일 뉴질랜드 식민지와 그 영토가 뉴질랜드 자치령으로 개칭되고, 그 영토가 뉴질랜드 영토라는 이름으로 알려질 것을 성결하고, 선언하며, 명령합니다. 그리고 우리는 그에 따라 모든 공공 부서에 명령합니다. 1907년 9월 9일, 버킹엄 궁의 법원에서, 우리 주님의 해에, 그리고 우리의 7번째 통치의 해에. 하느님, 국왕 폐하를 지켜주소서.

- 플렁킷 경(영어판)이 1907년 9월 26일 웰링턴에서 뉴질랜드 자치령을 선언함
- 뉴질랜드 가제트는 왕실의 선언문을 발행했다.

### 영향 및 환영

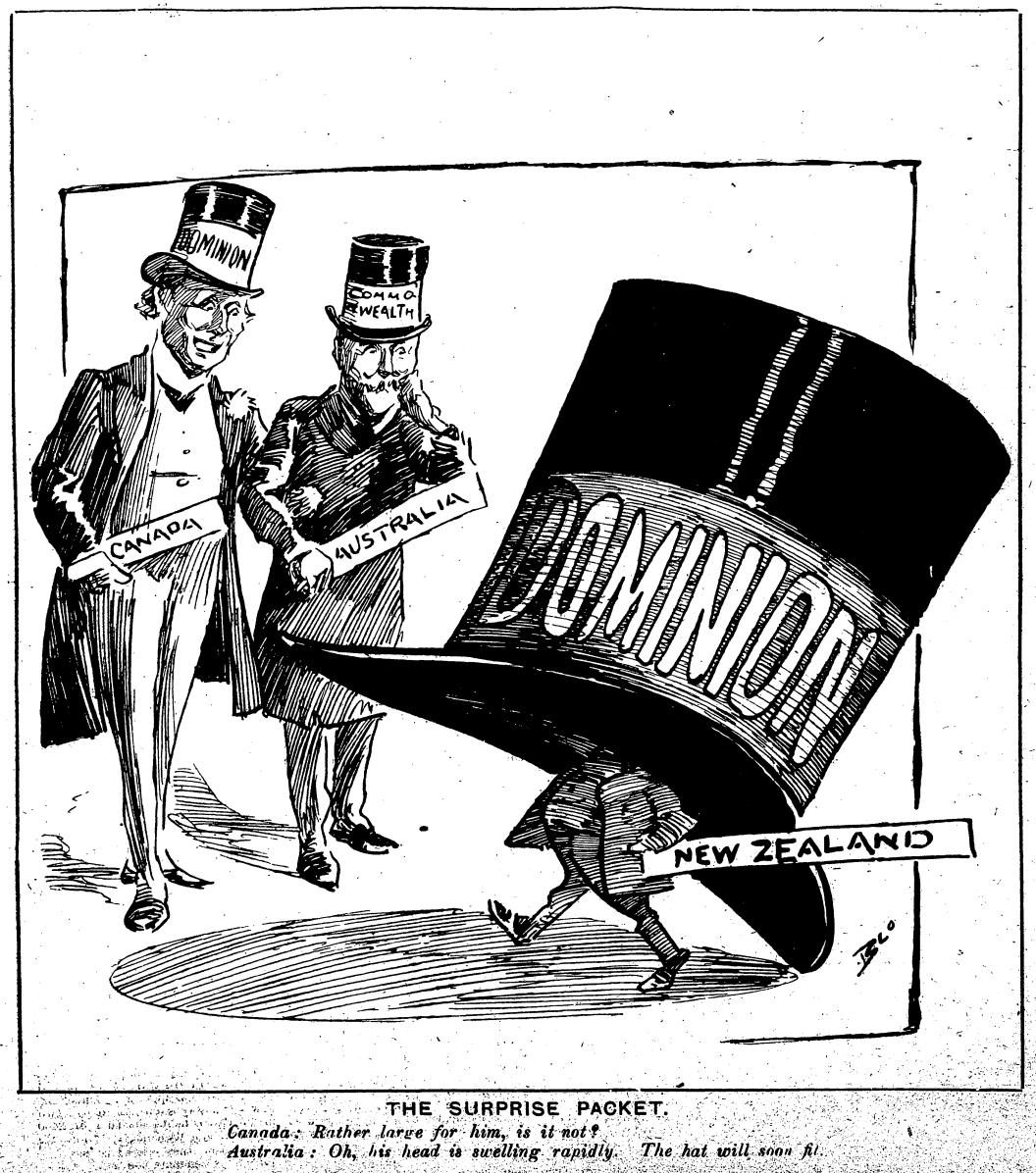
는 조셉 워드 경을 거대한 '자치령'이란 모자 아래서 허세를 부리는 난쟁이로 묘사하고 있다.
대화 설명:
캐나다: "그(뉴질랜드)에게는 좀 큰 편이지, 그렇지 않나요?"
오스트레일리아: "오, 그(뉴질랜드)의 머리는 빠르게 커지고 있어요. 그 모자는 곧 딱 맞을 거예요."

자치령의 지위를 획득하면서 식민지 회계 담당자는 재무부 장관이 되었고 식민지 비서실은 내무부로 개칭되었다. 또한 9월 10일의 선언으로 이전의 대의원이 국회의원으로 개칭되었다.
특허장은 뉴질랜드의 지위 변화를 확인하기 위해 발행되었으며, "우리 뉴질랜드 자치령에는 총독와 총사령관이 있어야 한다"고 선언하였다. 자치령 지위는 뉴질랜드가 사실상 독립할 수 있도록 해주었고, 뉴질랜드 정부와 협의하고 총독을 임명하여 영국의 군주가 대표 되는 국가 원수로 유지하였다. 국방, 헌법 개정, (부분적인) 외교 문제에 대한 통제는 영국 정부에 남아 있었다.
조셉 워드는 뉴질랜드 사람들이 새로운 명칭에 매우 만족할 것이라고 생각했다. 그러나, 실리를 분간할 수 없었고, 일반 대중들로부터는 제한적인 열광이나 무관심 속에서 지배의 지위를 받았다. 지배 지위는 뉴질랜드의 자치권으로의 전환을 상징했지만, 이러한 변화는 1850년대 최초의 책임정부와 함께 실질적으로 이루어졌다.

## 같이 보기
- 뉴질랜드의 역사
- 뉴질랜드의 독립(영어판)
- 엘리자베스 2세의 즉위 문(영어판)

## 주해
1. 1 2  1947년 웨스트민스터 헌장(영어판)의 제정으로 뉴질랜드의 영국의 자치령으로서의 지위가 끝났는지는 불분명하다. 자세한 내용은 이 문서의 관련 문단을 참조하십시오.
2. ↑  1933년 이전에 영국과 호주의 통화는 뉴질랜드에서 유통되었다.

## 추가 문헌
- McIntyre, David (1999). “The Strange Death of Dominion Status”. 《Journal of Imperial and Commonwealth History》: 193, 196.